# Caspar Schlemmer
Heinrich Caspar Schlemmer (* 7. Januar 1803 in Montabaur; † 8. August 1856 ebenda) war ein deutscher Gastwirt und Mitglied der Landstände des Herzogtums Nassau.

## Leben
Caspar Schlemmer wurde als Sohn des Gastwirts Johann Konrad Schlemmer (1777–nach 1827) und dessen Ehefrau Anna Katharina geborene Ninck (1776–1824) geboren.
Er betrieb in seinem Heimatort die väterliche Gastwirtschaft und war Mitglied im Stadtrat Montabaur. 
1848 erhielt er aus dem Wahlkreis VII Montabaur/Nassau ein Mandat für den Nassauischen Landtag. 
Er gehörte dem konservativen Club der Rechten an und blieb bis 1851 in dem Parlament. 